# Crăcăoani
Crăcăoani – wieś w Rumunii, w okręgu Neamț, w gminie Crăcăoani. W 2011 roku liczyła 2023 mieszkańców.